# Ć
A ć (latin small/capital letter c with acute accent) a lengyel, horvát, sziléziai nyelvek írásaiban, valamint a łacinka ábécében a [tɕ] hang leírására szolgáló betű.

## Bevitele a számítógépen

### Billentyűkombinációkkal
| Billentyűzetkiosztás | kisbetű    | nagybetű         |
| -------------------- | ---------- | ---------------- |
| Windows billentyűzet | AltGr+9; C | AltGr+9; Shift+C |
| Apple billentyűzet   | Alt+C      | nem lehetséges   |

### Karakterkódolással
| Karakterkészlet | Kisbetű (ć) | Nagybetű (Ć) |
| --------------- | ----------- | ------------ |
| EBCDIC          | 263         | 262          |
| Bináris EBCDIC  | 100000111   | 100000110    |
| Unicode         | U+0107      | U+0106       |
| HTML/XML        | &cacute;    | &Cacute;     |

### Angolul
- EBCDIC-kódok
- Kis- és nagybetűs Unicode-kódok
- Łacinka kiejtés és írás